# Arroio do Só
Arroio do Só é um distrito do município gaúcho de Santa Maria, no Brasil. Localiza-se no leste da cidade.
O bairro Arroio do Só possui uma área de 159,30 km² que equivale a 100% do distrito do Arroio do Só que é de 159,30 km² e  8,89% do município de Santa Maria que é de 1791,65 km².

## História
O Arroio do só, assim como o Itararé, tiveram seu auge e declínio com a ferrovia.
Segundo antigos moradores e registros na obra de João Belém, o nome Arroio do Só deve-se à existência de um ermitão que, afastando-se de seu povo, embrenhou-se nas matas e construiu uma pequena cabana  margens de um arroio, que mais tarde passou a ser conhecido como Arroio do Só.
Nos fins do século XIX, o principal povoado dessa região era Tronqueiras, que era considerado ponto de passagem de caravanas de viajantes que se deslocavam da capital da província. A importância de Tronqueiras começou a declinar em razão da construção da linha férrea e da nova rodovia ligando Santa Maria a Capital, que passavam distante do local, no bairro Palma.
Em 1898 surge a mais antiga casa espirita de Santa Maria, intitulada Sociedade Espírita Paz e Caridade, situada na comunidade Amigos da Água Boa.
No passado, o povoado recebeu impulso de grupos de famílias italianas oriundas da Colônia de Silveira Martins. Foi colonizado por portugueses, porém, os italianos foram os responsáveis pelas principais construções, colaborando para uma mistura de culturas e pela sua proximidade com a Quarta Colônia de Imigração Italiana.
Quanto a denominação do bairro, existe uma discussão entre os autors sobre a origem do seu nome. Segundo Belém (1989), a localidade chamar-se-ia inicialmente Arroio do Sol, porém devido à lenda de um morador solitário que teria vivido às margens do arroio, antes dos anos 1800, sem família, camaradas ou vizinhos, o lugarejo passou a se chamar, em atenção a esse indivíduo, Arroio do Só. Para o historiador João Belém, a ideia de Sol não possui analogia alguma com a história do lugar. Entretanto, para Richter o nome associado a Só remetesse-se a algo estigmatizado. A autora chega a justificar que a confusão pode ter ocorrido em decorrência de erros na escrita. Segunda ela, no período, o instrumento para escrever era a pena e existiam muitos automatismos quando se chega ao final da palavra. Outro elemento definido por Richter, refere-se ao desgaste oral da palavra sol. De acordo com a autora, a denominação de Arroio do Sol tem origem espanhola, os quais quando de passagem pelo local, chamaram em seus escritos, relatos e mapas o arroio que  por ali passava de "arroyo del sol" em decorrência dos supostos minerais dourados encontrados. Nesse contexto, para a autora, os portugueses com a intenção de apagar qualquer marca de ocupação espanhola, propositalmente, sugeriram a ideia da lenda do homem solitário, denominando então o lugarejo de Arroio do Só.
Arroio do Só foi ocupada de forma permanente, inicialmente, por estâncias, com origem na distribuição de sesmarias, destinadas, principalmente, a criação de gado. A mão-de-obra escrava negra era utilizada, essencialmente, para a agricultura e pelos grandes proprietários. Os pequenos produtores cultivavam as terras e cuidavam do rebanho, composto principalmente de vacas de leite, através da mão-de-obra familiar. Além do gado, existem relatos que na área eram criados cavalos para rodeio, transporte e produção de couro e, ainda, eram cultivados cereais, como trigo e milho, vendidos a comerciantes de Cachoeira do Sul e Rio Pardo. As técnicas de produção eram artesanais, consistindo em abandonar o solo assim que fosse utilizado por certa quantidade de anos consecutivamente. A colonização de Arroio do Só foi efetivada principalmente por povos de origem portuguesa. Até o Século XIX os povos luso-brasileiros constituíam a grande maioria em Arroio do Só. Atualmente, essa origem ainda corresponde a maior parte da população. Os povos de origem italianas que ocuparam, posteriormente, vieram principalmente da 4ª Zona de Colonização - Silveira Martins. Desses imigrantes, os primeiros vieram atraídos pela estrada de ferro, devido a localização estratégica de bifurcação de estradas, onde a estação localizava-se.
Em 1916, havia uma linha de ônibus recém-criada que ia de Arroio do Só a Vale Vêneto (hoje, distrito do município de São João do Polêsine); outra linha ia de Estação Colônia (hoje, Camobi) a Silveira Martins. Arroio do Só ficava alijada da comunicação direta com a zona de colonização italiana.
Nas décadas de 1930, 1940 e 1950, Arroio do Só vivenciou o auge do seu desenvolvimento, enquanto pólo econômico promissor. Por volta de 1950, a unidade residencial Vila Arroio do Só contava com estradas bem conservadas que beneficiava a circulação de mercadorias e pessoas, rede de telefonia, hotéis, hospital denominado Santa Terezinha, prédio que foi destruído e onde atualmente está instalado a sede do CTG Victório Mário.
Arroio do Só possuía grandes fábricas como a dos móveis Tronco e de calçados responsáveis pela atração de trabalhadores de outras localidades e até municípios. A fábrica de calçados faliu e sua sede foi destruída. Hoje existe uma pequena fábrica de chinelos. A móveis Tronco ainda existe, porém, sua intensidade produtiva é inferior.
Em 1946, foi instalada a primeira Delegacia Distrital da Associação Comercial de Santa Maria, a qual tinha como delegado o presidente da Associação Comercial.
Terra de Euclides Guterres - Gaúcho que laçou avião:
Em 20 de janeiro de 1952, domingo, por volta das 15h, houve um fato de notoriedade mundial, acontecido na Fazenda do SR Cacildo Pena Chavier  (hoje, propriedade de seu neto, SR. Eduardo Barreto), em Tronqueiras. Euclides Guterres, na época com 24 anos, laçou um avião pilotado por Irineu Noal de prefixo PP-HFE. Para não ser carregado pelo avião, Guterres largou o laço, mas seu temor foi em vão, a hélice já havia partido em duas as 13 braças de couro cru trançado. O piloto ao perceber o que houvera acontecido com ele voltou à Base Aérea de Santa Maria em Camobi com aterrissagem bem sucedida. A hélice que foi partida está exposta na ferragem da família Noal na Rua Dr. Bozano neste município. O piloto Noal, que estaria levando carta a ex-namorada neste bairro de Arroio do Só, teve sua licença de piloto caçada. - Esse fato será retratado em um filme foi peão do Sr. Albino Bisognin na colônia Borges Localidade pertencente a Restinga Sêca cuja Localidade vizinha do distrito arroio do só.
Em 15 de março de 1985, um grupo de peões da região, os senhores Cinésio da Silva, Jocemar Guedes da Silva, João Ferreira da Silva, José Luis da Silva, Nelson Rodrigues, Reinaldo Marquezan, Rudinei Marquezan, Vergilino Nunes e Vilmar Fernandes, juntamente com o senhor Paulo Zoé Alves Batista, reuniram-se na residência do senhor Olinto João Mário com um objetivo em comum: formar um piquete de laçadores. O anfitrião ofereceu a sede de sua fazenda para o piquete e sugeriu que este levasse o nome de seu pai, um dos pioneiros da colonização local. Nascia assim o Piquete de Laçadores Victório Mário, que viria a se consolidar como o Centro de Tradições Gaúchas (CTG) Victório Mário. O Padre Paulo Aripe - Pe. Potrilho, foi convidado para realizar a missa de fundação.
Desde então, o CTG tem mantido uma atuação ativa na preservação e promoção da cultura gaúcha em Santa Maria. Em agosto de 1993, foi inaugurada sua sede própria, que já recebeu em seu palco importantes nomes da música regional, como Os Serranos, Os Bertussi, Mano Lima, Os Fagundes, Os Mateadores, entre muitos outros.
Desde 2022, o CTG sedia o evento Tropeada da Canção Nativa e Festa do Porongo, que cresce a cada ano e se afirma como um importante evento na região.  

### Prédios históricos
Capela São João Batista
A Capela de São João Batista é considerada a maior capela do interior do estado. Foi construída pelos italianos Primo Trevisan, Victório Mário e Antônio Druzian em 1937, marcando, assim, a chegada dos italianos e sua preocupação com a religiosidade.
Estação Arroio do Só
A estação de Arroio do Só foi inaugurada em 1885 pela E. F. Porto Alegre-Uruguaiana. O ponto central deste bairro está situado entre os arroios do Vacacaí-Mirim e do Só. Em 1994, o trem de passageiro ainda passava na localidade duas vezes por semana. Os trens de passageiros deixaram de passar na linha e pela estação em 2 de fevereiro de 1996.
Hoje, a área construída em 1885 está em processo de tombamento histórico pela sua importância. A estação era o motor da economia para o bairro, tendo sido muito movimentada anos atrás, inclusive, todo o material para as primeiras construções no distrito polesinense de Vale Vêneto escoaram por esta estação.

## Unidades residenciais
O bairro Arroio do Só, pertencente ao distrito do Arroio do Só, é uma unidade de vizinhança que contém as seguintes unidades residenciais:
| #  | Unidade residencial            | Localização                       | Limites | Obs.       |
| -- | ------------------------------ | --------------------------------- | --- | ---------- |
| 1  | Água Boa                       | 29° 46' 56.87" S 53° 38' 40.74" O | A unidade residencial localizada nos arredores do entroncamento da estrada para a RSC-287/São Sebastião com a Estrada Municipal Pedro Fernandes da Silveira. |            |
| 2  | Alto dos Mários                | 29° 47' 13.84" S 53° 36' 00.46" O | A unidade residencial localizada na estrada que é a continuação oeste da rua Duque de caxias, da Vila Arroio do Só. |            |
| 3  | Arroio do Só                   |                                   | Toda a área do perímetro do bairro Arroio do Só sem denominação específica. |            |
| 4  | Coitado                        | 29° 50' 45.15" S 53° 37' 48.96" O | A unidade residencial que limita-se ao sul com o arroio arenal, ao oeste com o arroio coitado, ao norte com Tronqueiras e ao leste com uma estrada sem denominação. |            |
| 5  | Parada João Alberti            | 29° 45' 25.26" S 53° 37' 49.35" O | A unidade residencial localizada ao sul da ferrovia RFFSA, ao oeste da Sanga do Banhado Grande e ao norte da Água Boa. |            |
| 6  | Picada do Arenal               | 29° 47' 17.71" S 53° 40' 11.97" O | A unidade residencial localizada nos arredores de uma estrada sem denominação que inicia ao norte na Estrada Municipal Pedro Fernandes da Silveira nas proximidades da nascente da Sanga do Banhado Grande e final ao sul na Estrada Municipal Vereador Paulo Brilhante. |            |
| 7  | Rincão dos Becos               | 29° 50' 27.91" S 53° 35' 16.02" O | A unidade residencial localizada na porção sudeste do bairro Arroio do Só que limita-se ao sul com o Rio Vacacaí, ao leste com a sanga do Paredão, ao oeste com uma estrada sem denominação e ao norte com a nascente do arroio do Só. |            |
| 8  | Rincão dos Pires               | 29° 47' 51.86" S 53° 37' 38.37" O | A unidade residencial localizada nos arredores da Estrada Municipal Pedro Fernandes da Silveira, ao sudeste da Água Boa e ao noroeste do Rincão Nossa Senhora Aparecida. |            |
| 9  | Rincão Nossa Senhora Aparecida | 29° 49' 50.76" S 53° 35' 28.66" O | A unidade residencial localizada ao sul da Estrada Municipal Pedro Fernandes da Silveira e ao norte de Tronqueiras e Rincão dos Becos. | [ Obs. 1 ] |
| 10 | São Geraldo                    | 29° 46' 44.12" S 53° 41' 25.13" O | Parte desta unidade residencial que limita-se ao norte com a Estrada Municipal Pedro Fernandes da Silveira, ao oeste com a Estrada Municipal Vereador Paulo Brilhante, e, ao sul e leste com a Picada do Arenal. |            |
| 11 | Tronqueiras                    | 29° 49' 09.46" S 53° 37' 29.24" O | A unidade residencial localizada ao sul do Rincão dos Pires, ao sudoeste do Rincão Nossa Senhora Aparecida e ao norte de Coitado. |            |
| 12 | Vila Arroio do Só              | 29° 47' 36.37" S 53° 33' 56.08" O | A unidade residencial, sede do distrito do Arroio do Só, cuja delimitação inicia no entroncamento de uma sanga com a ferrovia da RFFSA e segue pela seguinte delimitação: sanga abaixo em 160 metros, em linha paralela à ferrovia segue em sentido sudeste em 636 metros passando a estrada de acesso ao Centro da Cidade via Palma, em sentido sul em 220 metros passando a ferrovia, por uma linha paralela à estrada continuação leste da Rua Duque de Caxias segue a delimitação em sentido sudeste em 510 metro, perpendicularmente até incidir sobre o eixo da estrada continuação leste da Rua Duque de Caxias, eixo desta estrada em sentido noroeste até atingir o fundo dos lotes que confrontam ao oeste com a Rua Felipe dos Santos, fundo deste lotes em linha reta até atingir a Estrada Municipal Pedro Fernandes da Silveira, linha reta até atingir o extremo sul do eixo da Rua Fernão Tobias, incluindo o campo do Botafogo Futebol Clube segue em sentido noroeste até atingir uma sanga, sanga em sentido norte até atingir um ponto situado 75 metros ao sul da estrada que é a continuação oeste da Rua Duque de Caxias, em linha paralela a esta estrada segue em 500 metros a oeste até atingir a linha de uma estrada sem nome até a ferrovia da RFFSA, ferrovia da RFFSA em sentido leste até atingir uma sanga início desta demarcação. |            |
| 13 | Vila Silva                     | 29° 47' 49.75" S 53° 34' 32.68" O | A unidade residencial localizada em uma estrada sem denominação que é a continuação oeste da Rua Duque de Caxias, e que limita-se ao oeste com o Alto dos Mários e leste com a Vila Arroio do Só. |            |

1. ↑  O Rincão Nossa Senhora Aparecida era outrora conhecido como Rincão dos Feios.

## Demografia

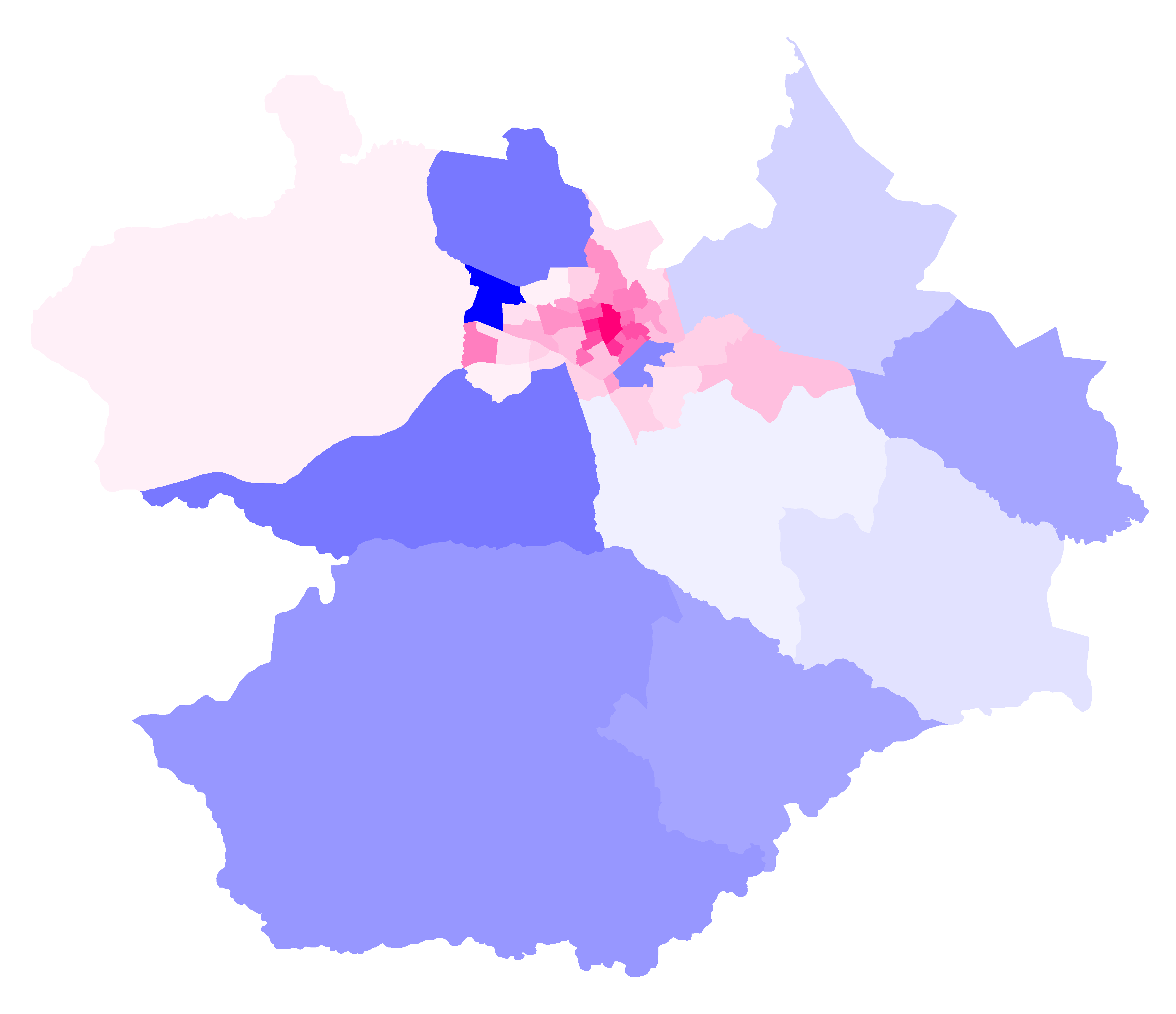
Mapa do município de Santa Maria com as divisões em bairros. Em escalas de azul os bairros com predominância masculina e em escalas de rosa os bairros com predominância feminina. Observa-se que quanto melhor a infraestrutura e o acesso a ela mais convidativo o bairro é para a população feminina. E, reciprocamente, podemos reconhecer os bairros com melhor infraestrutura observando onde a população feminina está concentrada.

Segundo o censo demográfico de 2010, Arroio do Só é, dentre os 50 bairros oficiais de Santa Maria:
- O único bairro do distrito do Arroio do Só.
- O 45º bairro mais populoso.
- O 3º bairro em extensão territorial.
- O 47º bairro mais povoado (população/área).
- O 1º bairro em percentual de população na terceira idade (com 60 anos ou mais).
- O 50º bairro em percentual de população na idade adulta (entre 18 e 59 anos).
- O 39º bairro em percentual de população na menoridade (com menos de 18 anos).
- Um dos 11 bairros com predominância de população masculina.
- Um dos 20 bairros que registraram moradores com 100 anos ou mais, com um total de 1 habitante masculino e 1 feminino.

Considerando que não houve modificação em seu território, ou essa mudança foi insignificativa, pode-se fazer uma comparação de sua evolução demográfica entre os anos de 2000 e 2010: O bairro teve um decréscimo populacional de 183 habitantes (-20%).
Distribuição populacional do bairro
1. Total: 944 (100%)
  1. Urbana: 289 (30,61%)
  2. Rural: 655 (69,39%)
2. Homens: 478 (50,64%)
  1. Urbana: 141 (29,50%)
  2. Rural: 337 (70,5%)
3. Mulheres: 466 (49,36%)
  1. Urbana: 148 (31,76%)
  2. Rural: 318 (68,24%)

## Infraestrutura
Educação
No bairro está situada a Escola Estadual de Ensino Médio Princesa Isabel, na unidade residencial Vila Arroio do Só.
Eventos
- É realizada, em março, a Semana do distrito - alusivo a ascensão político-administrativa do bairro a 4 de março de 1986, quando foi criado o distrito do Arroio do Só. Durante uma semana, a comunidade recebe visitantes para shows, jantares e exposições de seus produtos[18].
- Festa da Melancia: Festa que acontece em janeiro na unidade residencial Água Boa[18]. A lei municipal nº 3850/94 de 14 de dezembro de 1994, oficializou a festa.
- Feira de Terneiras de Raça: Acontece na unidade residencial Água Boa, e, é oficializada pela lei municipal nº3832/94 de novembro de 1994.

Indústrias
O bairro possui fábricas de cuias, de calçados e montaria.
Policiamento
Na Vila Arroio do Só está um posto da Brigada Militar.
Produção
A produção agrícola local é de Arroz, Soja e Melancia, predominando a agricultura familiar como forma de desenvolvimento sustentável. O destaque na produção é a de porongos, que lhe rendeu o título de local de maior produção de cuias do Brasil. Cerca de 600 hectares são plantadas por safra, gerando, assim, mais de 3 milhões de cuias que são comercializadas em todo pais, bem como na Argentina e Uruguai. Cinco fábricas de cuias estão estabelecidas no local gerando vários empregos e trazendo novos investimentos.

## Galeria

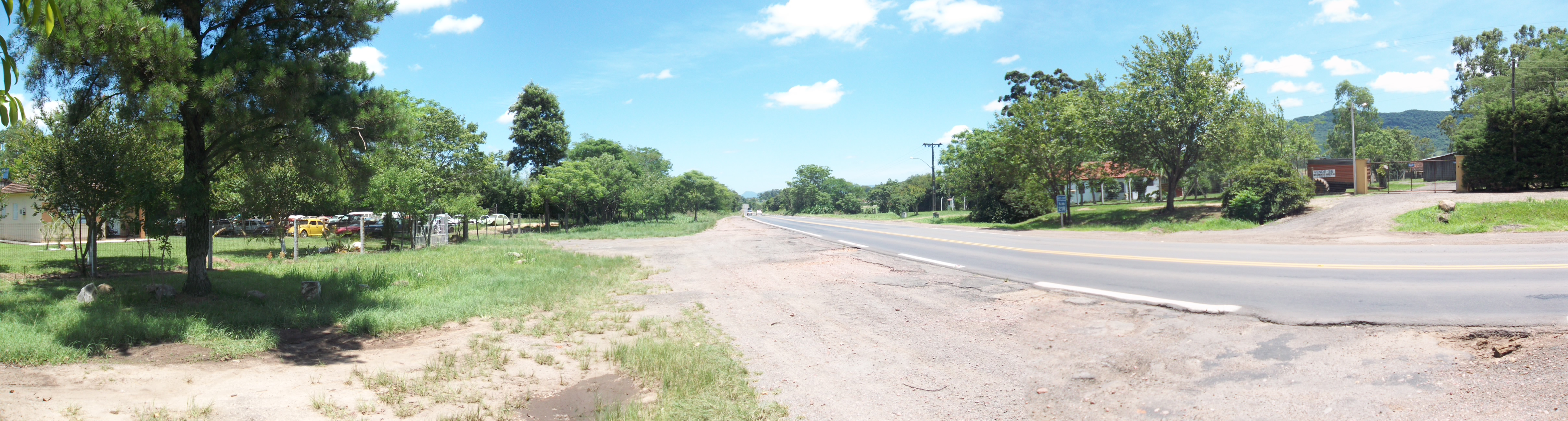
Paisagem das proximidades do "Trevo do Arroio do Só" - panoramio
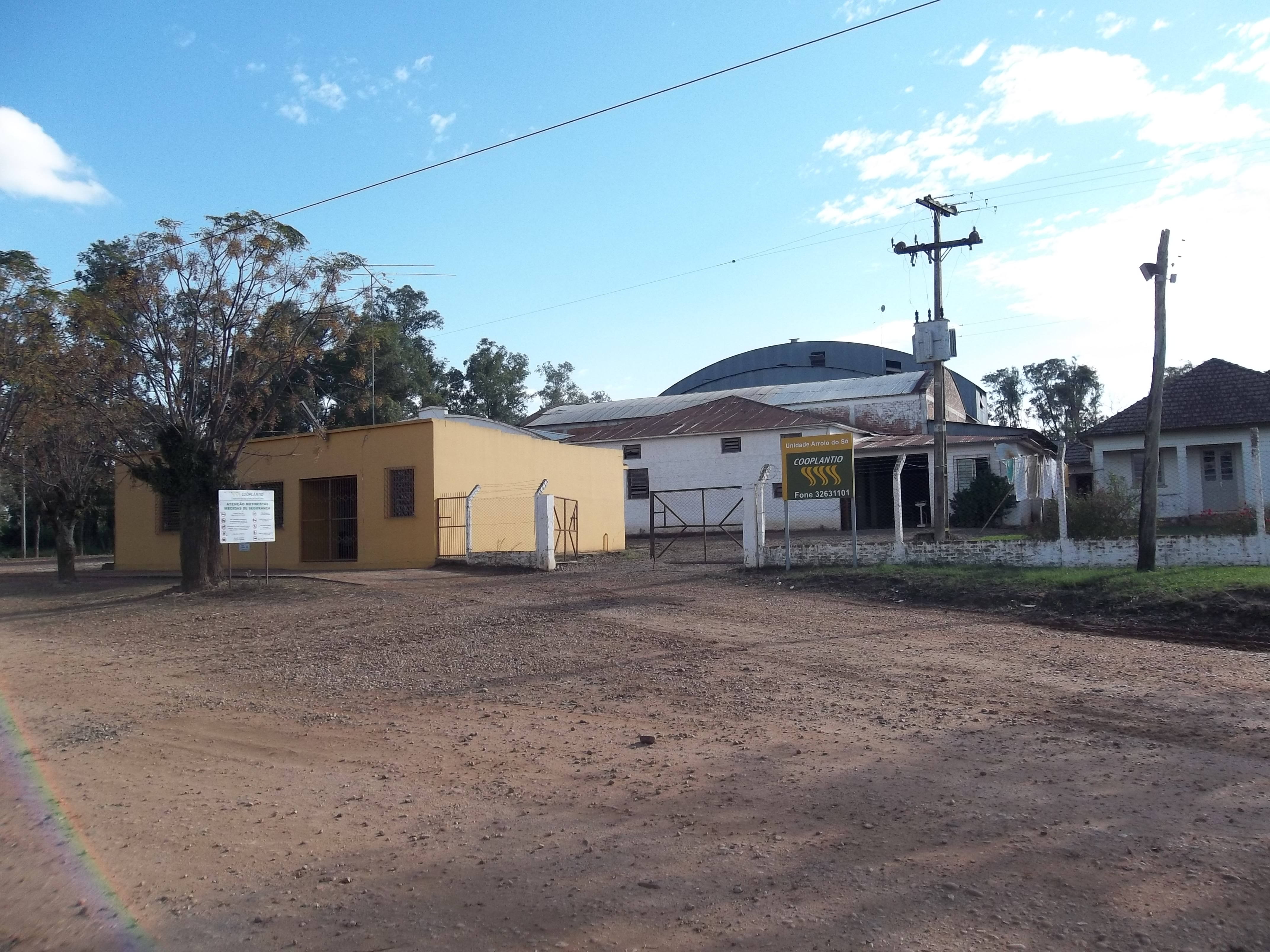
Cooplantio Unidade Arroio do Só. Avenida Vista Alegre - Palma, Santa Maria
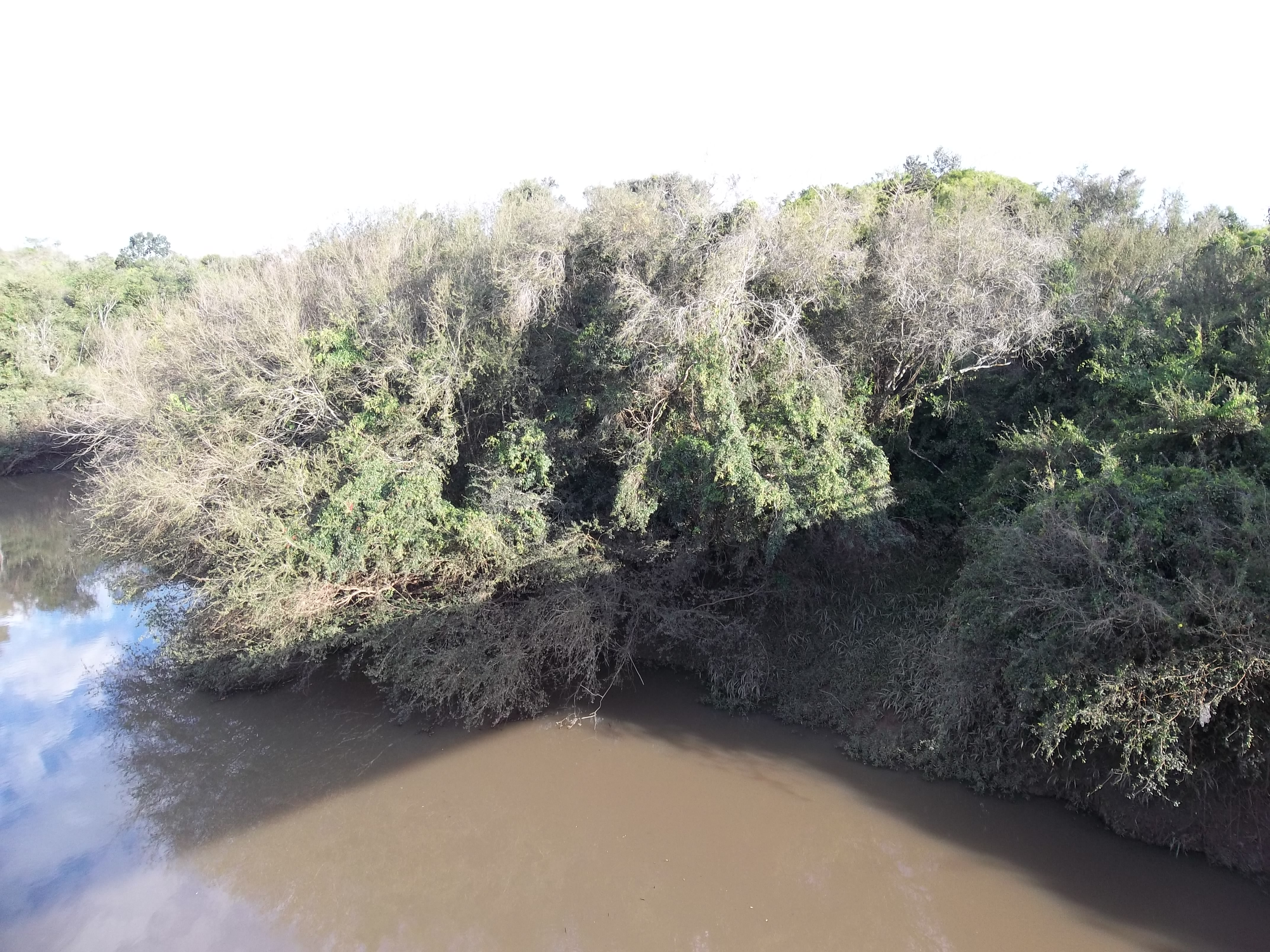
Rio Vacacaí-Mirim e vegetação. Arroio do Só, Santa Maria, RS
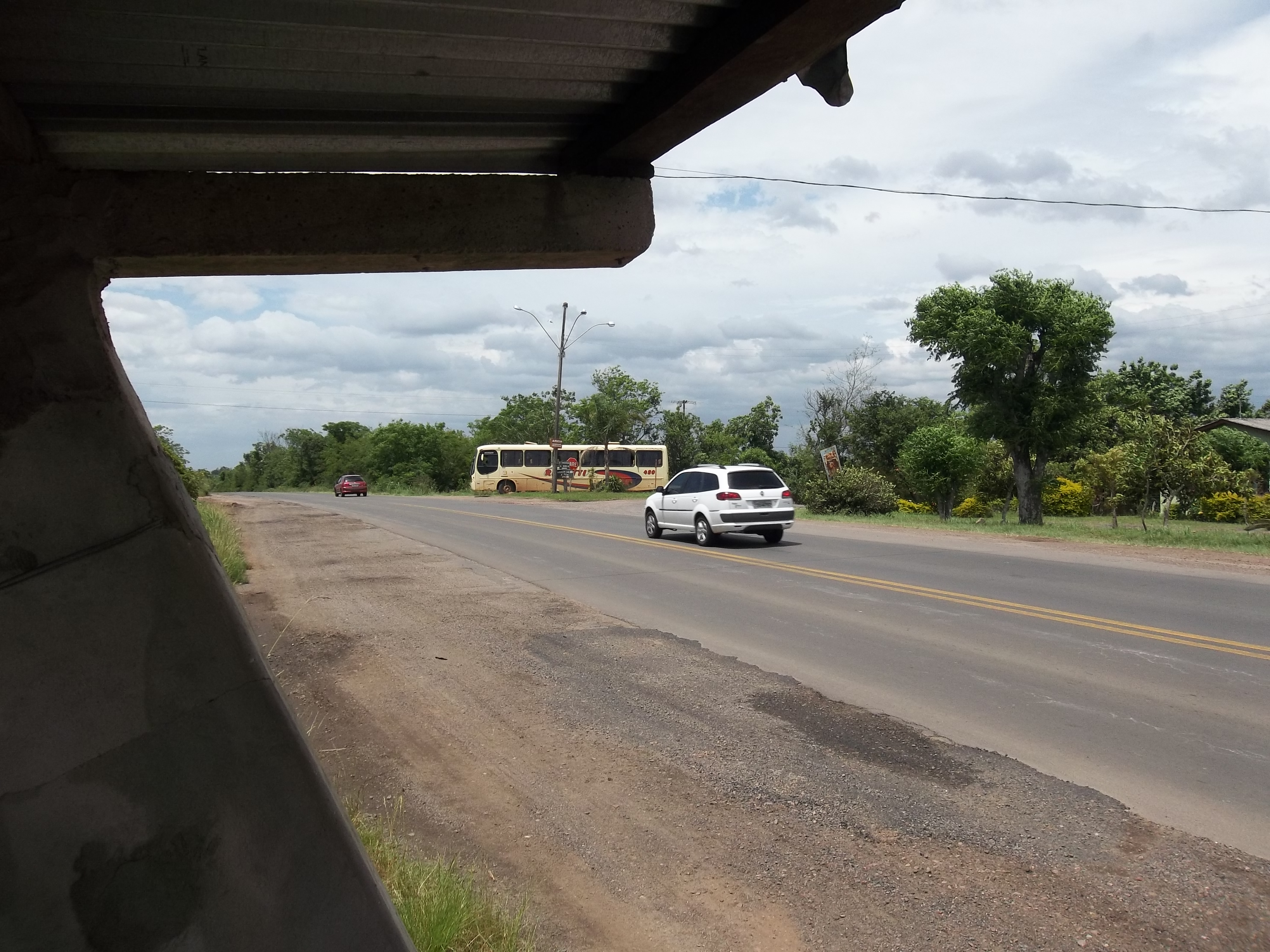
Rizzatti da Linha Restinga Seca - Santa Maria via Arroio do Só, na Palma, em Santa Maria, RS